# Maxomys dollmani
Maxomys dollmani là một loài động vật có vú trong họ Chuột, bộ Gặm nhấm. Loài này được Ellerman mô tả năm 1941.